# Katy B
Katy B (pseudoniem van Kathleen 'Katie' Brien; Londen, 8 mei 1989) is een Britse singer-songwriter die afstudeerde aan de BRIT School. Ze is een R&B-, funk-, house- en garagezangeres en trad ook op als Baby Katy. Ze bracht haar eerste nummer uit in 2010 bij het platenlabel Rinse.

## In samenwerking
Brien zong in het begin van haar muzikale carrière vooral voor andere artiesten en onder de naam 'Baby Katy'. Het eerste lied uit deze reeks is 'Tell Me' door DJ ING, uitgebracht op het witte label en nadien ook door Ministery Of Sound. Verder werkte ze ook samen met Geeneus voor de cover 'Good Life' geproduceerd door Kevin Saunderson, 'As I' en 'Hold Me' van The Count & Sinden. Deze laatste niet voor Geeneus. Haar bekendste werk voor anderen is ongetwijfeld Perfect Stranger door Magnetic Man. Deze single haalde het in het Verenigd Koninkrijk tot nummer 16 in de hitlijst en in België voorlopig tot nummer 13 in de Ultratop. Ten slotte deed ze nog een nummer voor Magnetic Man getiteld 'Crossover'.

## Solocarrière
Geeneus, waarmee Brien eerder mee samenwerkte, werkt voor Rinse FM, de radiozender van haar label. Ze raakten officieel geïnteresseerd in Brien in juni 2010. Rinse presenteerde Katy B's eerste single, "Katy On A Mission", geproduceerd door dubstepartiest Benga en werd uitgebracht op 22 augustus 2010. In België werd de single uitgebracht door Ammunation. "Katy On A Mission" bereikte nummer 5 in de 'UK Singles Chart', nummer 1 in de 'UK Indie Chart' en stond ook een tijd in de Vlaamse Ultratop 50, met hoogste notering op nummer 39.
Katy B speelde onder andere op het London Jazz Festival in 2009 met Ms Dynamite. Deze werkte ook met Brien samen voor haar recentste plaat "Lights On", uitgebracht op 10 december 2010.
Katy's eerste album getiteld "On A Mission" kwam uit op 4 april 2011. Op dit album werkt ze ook samen met onder andere Zinc, Magnetic Man, Ms Dynamite, Benga en Benny Ill.
De eerste single van haar debuutalbum was "Katy On A Mission", samen met Benga. Vervolgens kwam samen met Ms. Dynamite "Lights On".
De derde single was "Broken Record" en de vierde single "Easy Please Me" verscheen op 3 juni 2011. Eind augustus 2011 zou ook nog "Witches Brew" uitkomen. Ze werkte ook met MJ Cole op de track Blue Eyes. Op 29 juni 2012 speelde ze op Rock Werchter. Op 19 december 2013 stelde ze haar nieuwe album voor tijdens een verrassingsconcert in de Schorre te Boom (België). Dat ter gelegenheid van Music For Life, een liefdadigheidsactie van de radiozender Studio Brussel.

## Discografie

### Albums
| Album met hitnotering(en) in de Vlaamse Ultratop 200 albums | Datum van verschijnen | Datum van binnenkomst | Hoogste positie | Aantal weken | Opmerkingen   |
| ----------------------------------------------------------- | --------------------- | --------------------- | --------------- | ------------ | ------------- |
| On a mission                                                | 15-04-2011            | 04-06-2011            | 10              | 23           | Studio Album  |
| Danger                                                      | 07-12-2012            | -                     | -               | -            | Extended play |
| Little Red                                                  | 07-02-2014            | -                     | 22              | -            | Studio Album  |
| Honey                                                       | 22-04-2016            | -                     | 132             | -            | Studio Album  |

### Singles
| Single met eventuele hitnotering(en) in de Nederlandse Top 40 | Datum van verschijnen | Datum van binnenkomst | Hoogste positie | Aantal weken | Opmerkingen                                   |
| ------------------------------------------------------------- | --------------------- | --------------------- | --------------- | ------------ | --------------------------------------------- |
| Anywhere in the world                                         | 02-04-2012            | 14-04-2012            | tip18           | -            | met Mark Ronson / Nr. 84 in de Single Top 100 |

| Single met hitnotering(en) in de Vlaamse Ultratop 50 | Datum van verschijnen | Datum van binnenkomst | Hoogste positie | Aantal weken | Opmerkingen                                    |
| ---------------------------------------------------- | --------------------- | --------------------- | --------------- | ------------ | ---------------------------------------------- |
| Katy on a mission                                    | 04-10-2010            | 09-10-2010            | 39              | 6            | met Benga                                      |
| Perfect stranger                                     | 01-11-2010            | 20-11-2010            | tip13           | -            | met Magnetic Man                               |
| Lights on                                            | 21-02-2011            | 02-04-2011            | 11              | 14           | met Ms. Dynamite / Nr. 15 in de Radio 2 Top 30 |
| Broken record                                        | 30-05-2011            | 18-06-2011            | tip14           | -            |                                                |
| Easy please me                                       | 22-08-2011            | 01-10-2011            | 16              | 13           |                                                |
| Witches' brew                                        | 16-01-2012            | 28-01-2012            | tip22           | -            |                                                |
| Anywhere in the world                                | 2012                  | 31-03-2012            | tip13           | -            | met Mark Ronson                                |
| What love is made of                                 | 2013                  | 29-06-2013            | tip2            | -            |                                                |
| 5 AM                                                 | 2013                  | 26-10-2013            | tip3            | -            |                                                |
| Find tomorrow (Ocarina)                              | 2013                  | 14-12-2013            | 2               | 2*           | met Dimitri Vegas & Like Mike & Wolfpack       |

- Bibliothèque nationale de France: cb16522828b (data)
- Gemeinsame Normdatei: 1018415483
- International Standard Name Identifier: 0000 0001 2370 4770
- Library of Congress Control Number: no2011142589
- MusicBrainz: feea8ed3-eb47-44d6-a480-f6ee85d95411
- Nationale Bibliotheek van Tsjechië: xx0138373
- Virtual International Authority File: 173656990
- WorldCat: E39PBJtmx8ybmwFt3WFcFKg7pP